# Discografia di Scott Storch
La discografia di Scott Storch comprende tutte le incisioni del musicista statunitense dal 1993 al 2016.

## Album
- Piano Man
  - Pubblicazione: Anno sconosciuto
  - Etichetta : Storch Music Company/Aftermath Entertainment
  - Singoli:

## Singoli
| Anno | Singolo                      | U.S. Hot 100 | U.S. R&B | U.S. Rap | UK singles | Album     |
| ---- | ---------------------------- | ------------ | -------- | -------- | ---------- | --------- |
| 2007 | "Built Like That" (feat.NOX) | -            | -        | -        | -          | Piano Man |

## Produzioni

### 1993
- The Roots - Organix

07. "Grits"  (prodotto con Questlove e i The Roots)
09. "I'm Out Death"  (prodotto con Questlove e i The Roots)
17. "Carryin' hon"  (prodotto con Questlove e i The Roots)

### 1994
- The Roots - Do You Want More?!!!??!

02. "Proceed" (prodotto con Questlove e i The Roots)
04. "Mellow My Man" (prodotto con Questlove e i The Roots)
11. "Essaywhuman?!!!??!" (prodotto con Questlove e i The Roots)

### 1996
- The Roots - Illadelph Halflife

18. "One Shine" (prodotto con Grand Negaz)

### 1999
- The Roots - Things Fall Apart

08. "Ain't Sayin' Nothin' New" (prodotto con Grand Negaz)
13. "Adrenaline!" (prodotto con Grand Negaz)
15. "You Got Me (feat. Erykah Badu)" (prodotto con Grand Negaz)
- Rahzel - Make The Music 2000

05. "Carbon Copy (I Can't Stop)"
- The Roots - The Best Man: Music From The Motion

01. "What You Want" (prodotto con Grand Negaz)
- Jazzyfatnastees - The Once And Future

01. "The Wound"
02. "How Sad"
03. "Breakthrough"
04. "Unconventional Ways"
05. "Hear Me"
07. "Related To Me"
09. "Why"
10. "Let It Go"
- Dr Dre - 2001

04. "Still D.R.E." (produced with Dr. Dre & Mel-Man)

### 2000
- Dice Raw - Reclaiming The Dead

10. "If U Want It"
11. "Forget What They Say"
- Busta Rhymes - Anarchy

05. "Bladow!!"
- Snoop Dogg - Tha Last Meal

13. "Brake Fluid (Biiitch Pump Yo Brakes) (feat. Kokane"
14. "Ready 2 Ride (feat. Eve)"
19. "Y'all Gone Miss Me (feat. Kokane)"
- Xzibit - Restless

05. "X" (feat. Snoop Dogg)" (produced by Dr. Dre and Mel-Man, co-produced by Scott Storch)

### 2001
- Lina - Stranger On Earth

00. "Playa No Mo' (Scott Storch Remix)"
- City High - City High

07. "Caramel"
- Eve - Scorpion

04 "Let Me Blow Ya Mind feat. Gwen Stefani)" (produced with Dr. Dre)
- Mobb Deep - Infamy

10. "Live Foul"
13. "I Won't Fall"
16. "There I Go Again"
- Method Man and Redman - How High Soundtrack

07. "Let's Do It"
- Jaguar Wright - Denials Delusions & Decisions

01. "The What If's"
06. "Ain't Nobody Playin'"
- Mystikal - Tarantula

02. "Tarantula"
09. "Alright"

### 2002
- Rock - Walk Like A G

00. "Walk Like A G (feat. Nate Dogg)"
- Jazzyfatnastees - The Tortoise & The Hare

06. "Compelled" (produced with Ben Kenney, Richard Nichols and Tracey Moore)
07. "Tumbling" (produced with Mercedes Martinez and Richard Nichols)
- Mos Def - Brown Sugar (OST)

01. "Brown Sugar (Extra Sweet Remix feat. Faith Evans)"
- Justin Timberlake - Justified

10. "(And She Said) Take Me Now (feat. Janet Jackson)" (produced by Timbaland, co-produced by Scott Storch)
- Pink - Missundaztood

07. "Family Portrait"
- Boyz II Men - Full Circle"

08. "Roll With Me"
- Slum Village - Trinity (Past, Present and Future)

20. Get Live
- The Roots - Phrenology

12. Pussy Galore
- Christina Aguilera - Stripped

02. "Can't Hold Us Down (feat. Lil' Kim)"
03. "Walk Away"
04. "Fighter"
05. "Primer Amor (Interlude)"
06. "Infatuation"
08. "Loving Me For Me"
10. "Underappreciated"
20. "Keep On Singing My Song"
- Onyx - Bacdafucup Part II

12. Wet The Club
- WC - The Ghetto Heisman

03. "The Streets (feat. Nate Dogg and Snoop Dogg)"

### 2003
- Angie Martinez - A New Day

02. "A New Day"
- Lil' Kim - La bella mafia

10. "(When Kim Say) Can You Hear Me Now (feat. Missy Elliott)"
11. "Thug Luv (feat. Twista)"
- Britney Spears - In the Zone

00. "Me Against the Music (Scott Storch Remix feat. Madonna)"
- Ginuwine - The Senior

9.  "Locked Down"
11. "Sex (feat. Solé)"
12. "Bedda Man"
- Sticky Fingaz - Decade "...but wait it gets worse"

4.  "Can't Call It"
5. "Hot Now"
12. "Do Da Dam Thing (feat. E.S.T. and X1)"
- K Young - K Young

3. "U R So Bad (feat. Crooked I)"
- Beyoncé - Dangerously in Love

01. "Naughty Girl"
02. "Baby Boy (feat. Sean Paul)"
05. "Me, Myself and I"
- Sarai - The Original

02. "I Know"
09. "You Could Never"
10. "L.I.F.E."
13. "Black & White"
- Nelly - Da Derrty Versions: The Reinvention

13. "Work It (Scott Storch Remix feat. Justin Timberlake)"
- Ja Rule - Blood in My Eye

03. "Clap Back" (Co-produced by Irv Gotti)
- Loon - Loon

17. "U Don't Know"
- G-Unit - Beg for Mercy

02. "Poppin' Them Thangs" (Produced with Dr. Dre)
- Memphis Bleek - M.A.D.E.

05. "We Ballin' (feat. Young Chris & Proof)"
11. "Murda Murda (feat. Jay-Z & Beanie Sigel)"
- Vivian Green - A Love Story

00. "Fanatic (Scott Storch Remix)"

### 2004
- Young Gunz - Tough Luv

06. "Never Take Me Alive (feat. Jay-Z)"
- Janet Jackson - Damita Jo

09. "Island Life" (Produced with Janet Jackson and Jimmy Jam and Terry Lewis)
- Jadakiss - Kiss of Death

05. "Time's Up (feat. Nate Dogg)"
07. "U Make Me Wanna (feat. Mariah Carey)"
- Terror Squad - True Story

04. "Lean Back"
- The Roots - The Tipping Point

03. "Don't Say Nuthin'" (prodotto con Questlove)
09. "Duck Down!"
- The Roots - Okayplayer - True Notes Vol. 1

10. "Y'all Know Who" (Produced with The Roots)
- Fabolous - Real Talk

15. "Round & Round"
17. "Ghetto (feat. Thara)"
- Destiny's Child - Destiny Fulfilled

15. "2 Step" (International Bonus Track)
- Mario - Turning Point

02. "Let Me Love You"
07. "Call the Cops"
13. "Let Me Love You (Remix feat. T.I. and Jadakiss)"
- Trick Daddy - Thug Matrimony: Married to the Streets

14. "I Cry"
- 2Pac - Loyal to the Game

14. "Po Nigga Blues"
- Raven Symone - This Is My Time

02. "Backflip"

### 2005
- Ruff Ryders - The Redemption Vol. 4

10. "Get Wild" (feat. DMX, Jadakiss, Kartoon & Flashy)"
- The Notorious B.I.G. - Duets: The Final Chapter

16. "Ultimate Rush (feat. Missy Elliott)"
- Do or Die - D.O.D.

05. "U Already Know (feat. Remy Ma)"
- Destiny's Child - Destiny Fulfilled

15. "Cater 2 U (Storch Remix Edit)"
- The Game - The Documentary

02. "Westside Story (feat. 50 Cent" (Produced with Dr. Dre)
10. "Start From Scratch" (Produced with Dr. Dre)
- Knoc-Turn'al - The Way I Am

04. "The Way I Am (feat. Snoop Dogg"
- T.I. - Urban Legend

10. "Get Ya Shit Together" (feat. Lil' Kim)
15. "Chillin' With My Bitch (feat. Jazze Pha)"
- Benzino - Arch Nemesis

04. "Bottles And Up (Thug Da Club)"
- 50 Cent - The Massacre

07. "Candy Shop (feat. Olivia)"
14. "Just A Lil Bit"
18. "Build You Up (feat. Jamie Foxx)"
- Corey Clark - Corey Clark

03. "Out Of Control"
- Vivian Green - Vivian

01. "I Wish We Could Go Back"
02. "Mad"
- Fat Joe - All or Nothing

08. "Get It Poppin'" (feat. Nelly)
- R. Kelly - TP.3 Reloaded

01. "Playa's Only" (feat. The Game)
- Missy Elliott - The Cookbook

05. "Meltdown"
- Heather Hunter - Double H: The Unexpected

05. "Don't Stop (feat. E.S.T.)"
- Jason Mraz - Mr. A-Z

03. "Geek In The Pink"
- Trey Songz - I Gotta Make It

06. "All The Ifs"
- Shaggy - Clothes Drop

14. "Don't Ask Her That (feat. Nicole Scherzinger)"
- Toni Braxton - Libra

01. "Please"
- Mariah Carey - "The Emancipation Of Mimi"

01. "It's Like That (Scott Storch Remix feat. Fat Joe)"
- Lil' Kim - The Naked Truth

03. "Lighters Up"
- Ricky Martin - Life

02. "I Don't Care" (feat. Amerie & Fat Joe)
09 "This Is Good" (Produced with The Matrix)
- Twista - The Day After

04. "Get It How You Live"
- 2XL - The Development

20. "31 Flavas"
- Chris Brown - Chris Brown

02. "Run It! (feat. Juelz Santana)"
05. "Gimme That (feat. Lil' Wayne)"
- Chamillionaire - The Sound of Revenge

03. Turn It Up (feat. Lil' Flip)"
- Jessica Simpson -  The Dukes of Hazzard (OST)

12. "These Boots Are Made For Walking (Scott Storch Remix)"

### 2006
- Beenie Man - Undisputed

05. "Dutty Wine Gal (feat. Brooke Hogan)"
06. "Jamaican Ting"
- Birdman & Lil Wayne - Like Father, like Son

06. "You Ain't Know"
- Brooke Hogan - Undiscovered

01. "About Us (feat. Paul Wall)"
02. "Heaven Baby  (feat. Beenie Man)"
03. "Next Time"
04. "For a Moment"
05. "My Space"
06. "All About Me"
07. "My Number (feat. Stacks)"
09. "One Sided"
10. "Letting Go"
11. "Dance Alone (feat. Nox)"
12. "Beautiful Transformation"
- DMX - Year of the Dog...Again

09. Give 'Em What They Want
15. Lord Give Me A Sign
- Danity Kane - Danity Kane

15. "Sleep On It"
- Daz Dillinger - So So Gangsta

07. Money on My Mind (feat. Kurupt)
- Fat Joe - Me, Myself & I

07. "Make It Rain" feat. Lil' Wayne
09. "Think About It"
- Frank Lee White - Unreleased

00. "Ride Out"
- The Game - Doctor's Advocate

06. "Let's Ride"
07. "Too Much" (feat. Nate Dogg)
- Ice Cube - Laugh Now, Cry Later

02. Why We Thugs
17. Steal The Show
- Jae Millz - Back to the Future

00. My Swag
- Jaheim - Ghetto Classics

04. "Forgetful"
- Jessica Simpson - A Public Affair

12. "Fired Up"
- JoJo - The High Road

01. "This Time"
- Jurassic 5 - Feedback

03. "Brown Girl (feat. Brick and Lace)"
- Juvenile -Reality Check

04. Sets Go Up (feat. Wacko)
19. Say It To Me Now (feat. Kango of Partners-N-Crime)
- Kelis - Kelis Was Here

08. "Trilogy"
- LeToya - LeToya

12. "I'm Good"
- Lil Flip - I Need Mine

Disc Two
07. "Tell Me" (feat. Collie Buddz)
- LL Cool J - Todd Smith

09. Ooh Wee (feat. Ginuwine)
- Ludacris - Release Therapy

15. "We Ain't Worried 'Bout U" (iTunes Bonus Track)
- Mario Vazquez - Mario Vazquez"

03. "Cohiba (feat. Fat Joe & Knox)"
- MC Hammer - Look Look Look

04. "HammerTime (feat. Nox)"
06. "Look Look Look "
- Method Man - 4:21...The Day After

02. "Is It Me"
- Nas - Hip Hop Is Dead

03. "Carry on Tradition"
13. "Play on Playa" (feat. Snoop Dogg)
- Paris Hilton - Paris

01. "Turn It Up"
02. "Fighting Over Me" (feat. Fat Joe and Jadakiss)
05. "Jealousy"
06. "Heartbeat"
10. "Turn You On"
11. "Do You Think I'm Sexy"
- Remy Ma - There's Something about Remy: Based on a True Story

07. "Conceited (There's Something About Remy)"
- Ruben Studdard - The Return

07. "What Tha Business"
- Styles P - Time Is Money

04. "Real Shit (feat. Gerald Levert)"
00. "One Cup, Two Cup"
00. "Day You Die (feat. Sheek Louch)"
- Tyrese aka Black Ty - Alter Ego

04. "Get It In (feat. Method Man)"
- Urban Mystic - Ghetto Revelations II

00. "You Can Handle This (feat. Pitbull)"
05. "Bounce With Me (feat. Stacks)"
06. "I Refuse"
07. "Your Portrait"
- Yo Gotti - Back 2 Da Basics

09. "That's What They Made It Foe' (feat. Pooh Bear)"
- Zeebra - The New Beginning

11. "The Motto" (feat. OJ Flow and UZI)
- Chingy

00. "What's It Like"
- N.O.R.E. - 1 Fan A Day (Unreleased)

00. "Do Somethin'"
- Hawk - Unknown Album

00. "Wild Out
00. "Relax" (feat. Ne-Yo)
00. "Heavy Weights"
00. "Lets Go"
00. "Hoes Ain't Shit" (feat. Lil' Jon)
- Nomb - Unknown Album

00. "Get Loose"
- Silena Murrell - Unknown Album

00. "Bring It Home"
00. "I Like My Man Hard"
00. "Shorty How U Like That"
- Knoc-Turn'Al - Unknown Album

00. "Rock The Party"
- J. Valentine - Unknown Album

00. "Bad Behaviour"
- Yung Killa - Unknown Album

00. "Middle Finga"

### 2007
- 2XL - Neighborhood Rapstar

08. "Magic City featuring Cherish"
- 50 Cent - Curtis

00. Untitled Track
- Britney Spears - Unknown Album

00. Untitled Track
- Candi Pye - Unknown Album

00. "Get Money"
- Chris Brown - Exclusive

00. "Untitled Track"
- Daddy Yankee - El cartel: The Big Boss

05. "Impacto"
07. "A Lo Clasico"
13. "Que Paso!"
21. "Impacto (Remix) featuring Fergie"
- Dr.Dre - Detox

00. Untitled Track
- Kelly Rowland - Ms. Kelly

02. "Comeback"
04. "Work (Put It in)"
- Lumidee - Unexpected

10. "Could Be Anything"
- Lil Eazy E - The Prince of Compton

00. "That Fire"
- Papoose -

00. "Bang it Out Featuring Snoop Dogg"
- Scott Storch - Piano Man

00. "Built Like That featuring NOX (Timbaland Diss)"
- Slim (Of 112) - Unknown Album

00. "Way I Do"
- Trey Songz - Trey Day

00. "Make U A Star"
- Redman - Red Gone Wild

11. "Freestyle Freestyle"
- NOX

00. "Spend Money featuring Jim Jones"
- Versatyle

00. "Let It Go"
- Chris DeShield

00. "Beat In The Back"

## Contributi

### 1994
- Spearhead - Home

01. "People In Tha Middle" (tastiere)
05. "Of Course You Can" (percussioni)
10. "Crime To Be Broke In America" (pianoforte elettrico)

### 1999
- Dr. Dre - 2001

02. "The Watcher" (tastiere)
03. "Fuck You (feat. Devin the Dude)" (tastiere)
04. "Still D.R.E. (feat. Snoop Dogg)" (tastiere) 
05. "Big Ego's (feat. Hittman)" (tastiere)
12. "Let's Get High (feat. Hittman, Kurupt & Ms. Roq)" (tastiere)
13. "Bitch Niggaz (feat. Snoop Dogg, Hittman & Six-Two)" (tastiere)
15. "Murder Ink (feat. Hittman & Ms. Roq)" (tastiere)

### 2000
- Xzibit - Restless

04. "U Know" (tastiere)
- Bilal - 1st Born Second

03. "Fast Lane (feat. Jadakiss)" (tastiere)

### 2001
- D12 - Devil's Night

06. "Ain't Nothing But Music" (tastiere)
11. "Fight Music" (tastiere)
18. "Revelation" (tastiere)
- Eve - Scorpion

10. "That's What It Is" (tastiere)
- Busta Rhymes - Genesis

08. "Truck Volume" (tastiere)
10. "Break Ya Neck" (tastiere)
- Mack 10  - Bang Or Ball

02. "Hate In Yo Eyes" (tastiere)
- Nelly Furtado  - Whoa, Nelly!

02. "Turn off the Light (Timbaland Remix feat. Ms. Jade)" (tastiere)
- Bubba Sparxxx  - Dark Days, Bright Nights

04. "Bubba Talk" (tastiere)
05. "Lovely" (tastiere)
08. "Get Right" (tastiere)
15. "Bubba Sparxxx" (Clavinet)

### 2002
- Justin Timberlake - Justified

05. "Cry Me A River" (Clavinet)
- Ms. Jade - Girl Interrupted

03. "She's A Gangsta" (tastiere)
13. "Feel The Girl" (tastiere)

### 2003
- Kiley Dean - Simple Girl

03. "Make Me A Song" (tastiere)
- G-Unit - Beg for Mercy

15. "G'D Up" (tastiere)
- 50 Cent - The New Breed

03. "In Da Hood (feat. Brooklyn)" (pianoforte)

### 2007
- Julia Kova - Это я/Eto ya

00 Beep Beep (tastiera)
- Timati

00 Get Money

### 2016
The Game - All Eyez ft. Jeremih